# Вроджений гіперінсулінізм
Вроджений гіперінсулінізм — стан, при якому виникає тяжка гіпоглікемія (низький рівень глюкози в крові) у новонароджених через надмірне вироблення інсуліну. Існує кілька причин виникнення вродженого гіперінсулінізму (ВГІ), деякі з яких  є результатом генетичної мутації. Іноді ВГІ виникає спонтанно (ізольовано) і рідше асоціюється з іншими захворюваннями (як синдром).
Вроджені форми гіперінсулінізму можуть бути тимчасовими (короткочасними) або стійкими (тривалими), а також легкими або тяжкими. Це може бути результатом дефекту всієї підшлункової залози (дифузний ВГІ) або лише її частини (вогнищевий ВГІ). Незалежно від форми, причини чи типу, ВГІ є невідкладним медичним станом, який необхідно лікувати. Немає іншого гіпоглікемічного стану у новонароджених настільки небезпечного як ВГІ. Якщо не лікувати гіпоглікемію, спричинену ВГІ, вона може спричинити порушення розвитку, судоми, незворотне пошкодження мозку та навіть призвести до смерті.
Для тих, хто має ВГІ, існує можливість хірургічного лікування. Для людей з дифузним ВГІ діазоксид є єдиним схваленим препаратом для лікування гіпоглікемії. Для тих, хто не реагує на діазоксид, цей стан часто лікується безперервним введенням вуглеводів через насос для годування та гастростомічний зонд, а також використанням ліків поза показаннями (офф-лейбл), таких як октреотид, що вводиться шляхом ін'єкцій. У найтяжчих випадках може знадобитися хірургічне втручання для видалення більшої частини підшлункової залози. Для тих, хто продовжує страждати на гіпоглікемію при існуючих методах лікування, а також для тих, хто відчуває побічні ефекти від поточних методів лікування, розробляються нові та ефективніші методи лікування.
Частота персистуючого ВГІ коливається від 1:2500 до 1:50 000 народжень залежно від регіону чи країни. За оцінками, частота транзиторних форм ВГІ становить від 1:1200 до 1:2000.

## Ознаки та симптоми
Оскільки ВГІ є вродженим захворюванням, ознаки та симптоми у немовляти зазвичай починають проявлятися протягом перших кількох днів життя, хоча дуже рідко симптоми можуть з'являтися пізніше. Часто важко визначити ознаки та симптоми ВГІ, оскільки їх часто плутають із типовою поведінкою новонароджених та немовлят. Протягом першого місяця життя гіпоглікемія розвивається у близько 60 % немовлят з ВГІ. Ще у 30 % випадків діагноз встановлюється пізніше протягом першого року, а у деяких — пізніше
ВГІ може проявлятися кількома способами; поширені симптоми гіпоглікемії включають:
- Дратівливість[15][16]
- Летаргія (надмірна сонливість)[17][16]
- Тремтіння/тремор[17][18][15][16]
- Тахікардія або брадикардія[19]
- Порушення дихання/ апное[15][16]
- Гіпотермія[17][15][16]
- Аномальна харчова поведінка (не прокидається для годування, неефективне смоктання, неспокійний вигляд та вимога дуже частого годування, особливо після періоду гарного харчування)[17][15][16]
- Високий крик[17]
- Гіпотонія (слабкі/м'які м'язи)[17][15][16]
- Блідість / блідість / ціаноз (синюшний колір шкіри)[15]
- Потовиділення[18][16]

Симптоми у дітей старшого віку та дорослих також можуть включати головний біль, сплутаність свідомості та запаморочення.
Батьки часто описують початкові занепокоєння або симптоми, такі як те, що їхні немовлята «неправильно їдять, сонливі та нервові».
Більш серйозні симптоми, такі як судоми (напади або конвульсії), можуть виникати при тривалому або надзвичайно низькому рівні глюкози в крові. Якщо рівень глюкози в крові не скоригувати, це може призвести до втрати свідомості та потенційної травми мозку.
Просте вимірювання рівня глюкози в крові є важливим, якщо є будь-які симптоми гіпоглікемії.

## Причина
Вроджений гіперінсулінізм може бути спадковим або набутим станом. Набутий ВГІ може бути вторинним через фактори, пов'язані з народженням, такі як затримка росту плода, перинатальна гіпоксія або діабет у матері. Разом їх часто називають перинатальним стрес-індукованим ВГІ. Зазвичай він присутній протягом перших 24 годин життя, але часто зникає протягом до двох тижнів.
На відміну від низького рівня глюкози в крові, спричиненого перинатальним стресом, який минає, ВГІ також може бути зумовлена генетичною причиною. Тому генетичне тестування слід розглядати для дітей, у яких набута гіпоксія малоймовірна. Зазвичай це стосується тих, хто не реагує на препарат першої лінії діазоксид. Генетична причина також можлива у дітей, які реагують на діазоксид, але у яких низький рівень глюкози зберігається довше перших 4 місяців життя.
Існує багато різних генетичних форм ВГІ, які можуть бути присутніми окремо або як частина ширшого стану, що називається синдромом.

### Ізольовані форми
Ізольований ВГІ зустрічається у більшості випадків. Найпоширенішою генетичною причиною є зміна в одній або обох копіях гена, який відповідає за побудову калієвого каналу (ABCC8 та KCNJ11). Цей канал зазвичай регулює вироблення інсуліну β-клітинами підшлункової залози у відповідь на рівень глюкози в крові. Зміна або дефект у каналі призводить до неконтрольованого та надмірного вироблення інсуліну. Ці зміни в генах ABCC8/KCNJ11 можуть успадковуватися домінантним або рецесивним чином. У домінантній формі одинична (моноалельна) зміна, успадкована від одного з батьків (або виникає спонтанно), викликає дифузний ВГІ. При дифузному ВГІ уражається вся підшлункова залоза. Домінантний ВГІ може бути легким та реагувати на діазоксид або тяжким та не реагувати на нього. Деякі зміни в генах ABCC8 та KCNJ11 успадковуються не домінантно, а рецесивно. У цих сім'ях кожен з батьків носить одну копію дефектного гена, але самі не уражені. Дитина матиме ВГІ, якщо успадкує дві копії дефектного гена ABCC8/KCNJ11, по одній від кожного з батьків. Рецесивно успадковані зміни в генах ABCC8/KCNJ11 викликають дифузний ВГІ, яка зазвичай не реагує на діазоксид. У деяких випадках дитина успадковує батьківську копію дефектного гена, що відбувається в поєднанні з втратою нормальної копії гена матері в підшлунковій залозі. Це призводить до вогнищевого ВГІ, коли лише одна частина підшлункової залози (так зване вогнищеве ураження) виробляє надлишок інсуліну.
Якщо ВГІ протікає у тяжкому стані та не реагує на ліки, рекомендується швидке тестування генів ABCC8 та KCNJ11. Це допомагає виявити можливість вогнищевого ВГІ на ранніх стадіях захворювання. Після генетичного обстеження для локалізації вогнищевої аномалії (ураження) з метою хірургічного видалення може бути використана спеціалізована позитронно-емісійна томографія (ПЕТ) з використанням радіоіндикатора 18-фтордопа. Генетичне тестування також корисне для визначення того, чи успадковуються дві копії дефектних генів ABCC8/KCNJ11 — це вказує на діагноз дифузного ВГІ, яке може не реагувати на діазоксид. Такі випадки потребують лікування альтернативними препаратами, такими як октреотид, і можуть потребувати хірургічного видалення більшої частини підшлункової залози. Тому раннє експрес-генетичне тестування є важливим для визначення медикаментозного та хірургічного лікування дітей з тяжкою формою ВГІ. Результати генетичного тестування на ВГІ бажано аналізувати в лабораторіях молекулярної генетики, які мають досвід та спеціалізуються на ВГІ.
Ще одна поширена генетична причина ВГІ є наслідком змін у гені ферменту глутаматдегідрогенази (ГДГ). Ця генетична форма ВГІ також відома як GDH-ВГІ або GLUD1-ВГІ. Ці генні зміни успадковуються домінантним типом, але можуть виникати і спонтанно. У цьому стані рівень аміаку в крові дещо підвищений. Діти та дорослі з ГДГ-ВГІ часто реагують на діазоксид. Надлишок білків у раціоні може призвести до низького рівня глюкози, тому рекомендується дотримуватися хорошого співвідношення вуглеводів і білків. Існує багато інших генетичних причин ізольованого ВГІ. Прикладами є зміни в генах, які відповідають за вироблення ферментів гідроксиацил-КоА-дегідрогенази (SCHAD-ВГІ) та глюкокінази (GCK-ВГІ). Зовсім недавно було виявлено, що зміни в гексокінази 1 (HK1), іншому ферменті, подібному до глюкокінази, викликають як легкі, так і тяжкі форми захворювання.

### Синдромні форми
Синдромальний ВГІ зустрічається рідше, ніж ізольований. Дані з реєстрів пацієнтів свідчать про поширеність менше 1 % серед зареєстрованих випадків. При синдромальному ВГІ поширені генетичні причини. Синдром Беквіта-Відемана (СБВ), синдром надмірного росту, є добре відомою формою синдромальної неоплазії. Інші синдроми, які зазвичай характеризуються ВГІ, включають синдром Кабукі та синдром Тернера. Більшість людей із синдромальним ВГІ реагують на лікування діазоксидом, і ВГІ може з часом зникнути. Однак, ВГІ при СБВ може бути тяжким та не реагувати на звичайну терапію.

## Діагностика

Кетонова група (низькі рівні є додатковою ознакою стану)

ВГІ зумовлений порушенням регуляції секреції гормону інсуліну бета-клітинами підшлункової залози. Інсулін скоріше присутній у крові під час гіпоглікемії, ніж ні. Через коливання рівня інсуліну його може бути важко виміряти. Діагноз гіпоглікемії ставиться на основі посилення дії інсуліну та/або недостатнього пригнічення плазмового інсуліну під час гіпоглікемії. Підвищена дія інсуліну може бути продемонстрована підвищеною потребою в глюкозі (наприклад, > 8 мг/кг/хвилину у новонародженого порівняно з нормальною 4-6 мг/кг/хвилину).
Ще однією ознакою надмірної дії інсуліну є зниження рівня вільних жирних кислот та кетонів (бета-гідроксибутирату) у крові під час гіпоглікемії.
Клінічний діагноз також підтверджується значним підвищенням рівня глюкози в крові після введення глюкагону під час гіпоглікемії. Глюкагон — це ще один гормон, що виділяється підшлунковою залозою, який протидіє дії інсуліну та стимулює вивільнення глюкози із запасів глікогену печінки.
Вимірювання інсуліну, С-пептиду (який секретується разом з інсуліном), вільних жирних кислот та кетонів разом із глюкагоновим стимуляційним тестом може проводитися під час спонтанної гіпоглікемії або під час гіпоглікемії, викликаної періодом контрольованого та моніторингового голодування. У новонароджених дітей протягом перших 72 годин після народження спостерігається період перехідної гіпоглікемії, спричинений гіперінсулінізмом. Отже, клінічний діагноз найкраще встановлювати після 72 годин життя.
Оцінка профілю аміаку та ацилкарнітину в крові, метаболічних профілів сечі, а також провокаційних реакцій на білок та амінокислоти (лейцин) може бути корисною для визначення підтипу ВГІ.

## Лікування

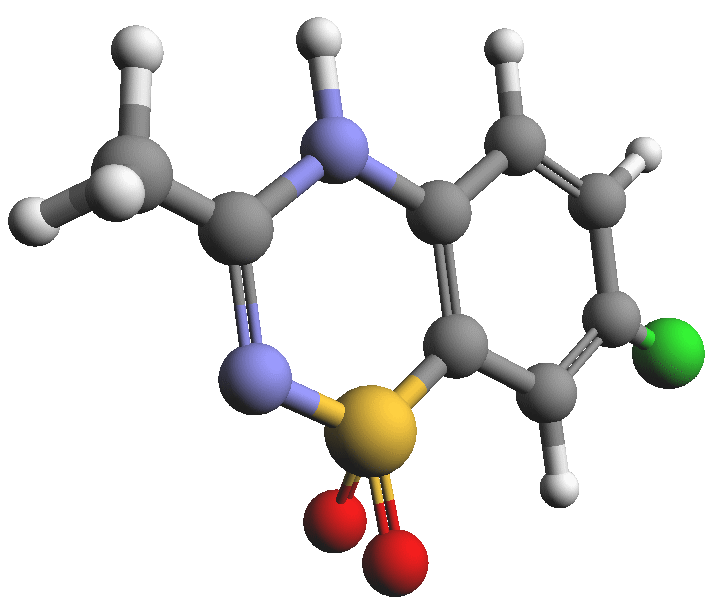
Діазоксид

Метою лікування гіперінсулінізму є запобігання пошкодженню мозку, спричиненому гіпоглікемією, тому метою терапії є підтримка рівня глюкози в крові в межах норми [>70 мг/дл (3,9 ммоль/л)]. Першим кроком є відновлення рівня глюкози в крові до нормального діапазону після гострої гіпоглікемії, а потім профілактика повторних епізодів гіпоглікемії, що є поширеним явищем при вродженому гіперінсулінізмі. Найкраще цього досягти спочатку внутрішньовенним введенням декстрози. Після встановлення діагнозу ВГІ, включаючи визначення генотипу та фенотипу, по можливості слід розпочати специфічне лікування. Часто пробують деякі з наступних заходів:
- Харчові заходи: безперервне введення вуглеводів через ентеральне шлях (назогастральний зонд або гастростома), включаючи безперервне годування декстрозою або сумішшю.
- Ліки, що пригнічують секрецію інсуліну: діазоксид,[9] аналоги соматостатину, включаючи октреотид[9] та ланреотид
- Ліки, що протидіють дії інсуліну: глюкагон[9]
- Хірургічне втручання з видалення частини або майже всієї підшлункової залози (панкреатектомія)[9]

Діазоксид, препарат, що відкриває KATP-канали та пригнічує секрецію інсуліну шляхом зв'язування з сульфонілсечовиною 1 (SUR1) KATP-каналу, є єдиним препаратом, схваленим регуляторними органами для лікування ВГІ та препаратом першої лінії терапії цього стану.
Щоб запобігти ускладненням, спричиненим затримкою рідини, спричиненою діазоксидом, одночасно зазвичай розпочинають діуретичну терапію. Вибір дози та її підвищення слід ретельно обмірковувати, зважуючи реакцію та потенційні побічні ефекти. Через тривалий період напіввиведення, для досягнення повного терапевтичного ефекту може знадобитися до 5 днів.
Важливим наступним кроком є оцінка реакції на діазоксид, що має важливі діагностичні та терапевтичні наслідки. Чутливість до діазоксиду визначається демонстрацією того, що кардинальна ознака гіпоглікемії, гіпокетотична гіпоглікемія, коригується лікуванням. Найкраще це оцінюється за допомогою тесту натщесерце, який демонструє, що дитина може голодувати протягом 12-18 годин з рівнем глюкози в плазмі ≥ 70 мг/дл (3,9 ммоль/л) або що рівень бета-гідроксибутирату в плазмі зростає до > 1,8 ммоль/л, перш ніж рівень глюкози в плазмі знизиться нижче 50-60 мг/дл (2,8-3,3 ммоль/л) під час голодування.
Відсутність чутливості до діазоксиду свідчить про можливість того, що ВГІ зумовлена інактивуючою(ими) мутацією(ями) в генах, що кодують KATP-канали, що пояснює до 90 % випадків ГІ, нечутливої до діазоксиду. У цих випадках швидке генетичне тестування генів ABCC8 та KCNJ11 є критично важливим для визначення ймовірності фокального ВГІ.
Хірургічне втручання є методом вибору для лікування вогнищевого ВГІ, але перед операцією важливо локалізувати ураження. Ці ураження не видно за допомогою звичайних методів візуалізації, таких як ультразвукове дослідження, комп'ютерна томографія та магнітно-резонансна томографія. Однак спеціалізована візуалізація з використанням позитронно-емісійної томографії з 18-FL 3,4 дигідроксифенілаланіном (18F DOPA) майже на 100 % точна в локалізації вогнищевого ураження. Експертна оцінка гістології підшлункової залози під час операції з використанням заморожених біоптатів та хірургічний досвід є ключовими для успіху операції. За повідомленнями, рівень виліковування вогнищевого ВГІ становить 97 %.
Для нефокальних випадків, що не реагують на діазоксид, варіанти лікування обмежені. Використання аналога соматостатину октреотиду поза показаннями вже давно є другою лінією лікування інсулінозу голови але його ефективність обмежена розвитком тахіфілаксії. Важливо зазначити, що в країнах, де діазоксид недоступний, октреотид може бути препаратом першої лінії терапії. Через його зв'язок з потенційно смертельним некротичним ентероколітом, застосування октреотиду у дуже маленьких дітей слід ретельно обмірковувати, зважуючи ризик та потенційну користь. Октреотид вводять підшкірно зазвичай кожні 6 годин, але його також можна вводити безперервно за допомогою підшкірного насоса. Аналоги соматостатину тривалої дії, октреотид LAR (вводиться внутрішньом'язово) та ланреотид (вводиться глибоко підшкірно), є зручними варіантами для дітей старшого віку. Альтернативним підходом до лікування випадків, коли діазоксид не реагує на аналоги соматостатину, або вони не реагують на них, є використання безперервної інфузії декстрози через гастростомічний зонд.

## Прогноз
На результати лікування осіб з ВГІ впливає сам процес захворювання, включаючи наслідки пізньої діагностики, побічні ефекти терапії та ефективність лікування.
Побічні ефекти терапії є поширеними у дітей, які отримують діазоксид та аналоги соматостатину, і вражають до 50 % пацієнтів, що пройшли лікування, з різним ступенем тяжкості. Хірургічні результати для дітей з вогнищевою формою ВГІ чудові, з рівнем одужання 97 %. Однак до 50 % дітей з дифузною формою захворювання, яким була проведена майже повна панкреатектомія, продовжують страждати на гіпоглікемію після операції, що потребує додаткової терапії. З часом у цих дітей розвивається інсулінозалежний діабет та панкреатична недостатність. 91 % дітей, які перенесли майже повну панкреатектомію, потребують інсуліну до 14 років.
Частота нейророзвиткових та нейроповедінкових проблем у дітей з ВГІ сягає 40-50 % у різних типів пацієнтів та країн. Тому нейророзвиткові оцінки слід проводити протягом усього дитинства, навіть у тих дітей, які переросли захворювання або перенесли хірургічне лікування.

## Епідеміологія
Частота виникнення ВГІ є варіабельною. Вона коливається від 1:2500 у популяціях, де шлюби між двоюрідними братами та сестрами є поширеними, до 1:50 000 у інших популяціях. Ці цифри можуть бути неточними, оскільки вони базуються на невеликій кількості дітей з ВГІ, госпіталізованих до лікарень. За даними зареєстрованих випадків персистуючих форм ВГІ у Великій Британії, частота становить 1:28 389. У Фінляндії повідомляється, що захворюваність становить 1:13 500. Зафіксовано частоту транзиторних форм ВГІ 1:7400. Однак гіперінсулінізм, викликаний перинатальним стресом, є відносно поширеним явищем, тому прогнозується, що цей показник буде вищим. Справжня захворюваність на ВГІ не буде відома, доки не будуть розроблені служби скринінгу новонароджених на ВГІ.
Природний перебіг ВГІ залежить від тяжкості захворювання та того, чи є ВГІ тимчасовим. Діти з тяжкою формою ВГІ часто не реагують на медикаментозне лікування та можуть потребувати хірургічного втручання. Хоча хірургічне втручання більш імовірне у пацієнтів з генетичними формами ВГІ, з часом спостерігається зменшення тяжкості перебігу, що спонукає деяких клініцистів підтримувати нормальний рівень глюкози за допомогою комбінації препаратів, таких як октреотид, та багатої на вуглеводи їжі. Аналогічно, у деяких дітей зі змінами в генах, що утворюють калієвий канал (ABCC8/KCNJ11), спостерігалося зменшення тяжкості захворювання.
Зміни в одній копії генів ABCC8/KCNJ11 можуть успадковуватися шляхом домінантної передачі, тобто передачі від ураженого батька до дитини. У таких дітей може настати ремісія. У цій групі у деяких дітей та дорослих також може розвинутися високий рівень глюкози в крові та діабет у подальшому житті. Аналогічно, зміна рівня глюкози в крові від низького до високого також може спостерігатися у людей зі змінами в генах HNF1A та HNF4A.
Природний перебіг ВГІ виходить за рамки проблеми гіпоглікемії. Важливим наслідком гіпоглікемії в ранньому віці є травма головного мозку. Затримки в дитячому розвитку спостерігаються у 50 % випадків, особливо у тих, хто має тяжку форму ВГІ. Батьки також часто повідомляють про проблеми з годуванням. Проблеми з годуванням, здається, частіше виникають у дітей з тяжкою формою ВГІ та можуть тривати протягом тривалого часу.
Природний перебіг ГІв ключає початок та прогресування побічних ефектів, пов'язаних з лікуванням. У короткостроковій перспективі діазоксид може спричинити небезпечну для життя легеневу гіпертензію, але це трапляється лише в меншості випадків. Найчастіше у багатьох людей, які приймають діазоксид, протягом тривалого часу розвивається надмірне волосся на тілі або зміна рис обличчя. Діти з вогнищевими формами ВГІ, які лікуються обмеженим хірургічним втручанням на підшлунковій залозі, зазвичай одужують і не мають залишкових проблем з підшлунковою залозою. Натомість, ті, хто переніс більш масштабне хірургічне втручання, наприклад, субтотальну панкреатектомію, незмінно мають діабет, що потребує інсуліну, до кінця дитинства або підліткового віку. У період після операції на підшлунковій залозі у них часто спостерігається поєднання низького та високого рівня глюкози, що передує вираженому діабету. Приблизно у половини таких осіб розвивається потреба в добавках панкреатичних ферментів.

## Історія
Вроджений гіперінсулінізм (ВГІ) має різні назви; незидіобластоз та аденоматоз острівцевих клітин були популярними у 1970-х роках, синдром дисрегуляції бета-клітин або синдром дисматурації — у 1980-х роках, а стійка гіперінсулінемічна гіпоглікемія немовлят — у 1990-х роках.
Симптоматична гіпоглікемія, спричинена інсуліном, була вперше виявлена в 1922 році, коли один з перших пацієнтів з діабетом, який коли-небудь отримував інсулін, був виявлений у стані «лізе на стіну» через гіпоглікемію, викликану інсуліном. Перший опис дітей з вродженим гіперінсулінізмом був зроблений у 1954 році доктором Ірвіном МакКворрі у його президентському зверненні до Американського педіатричного товариства. МакКворрі назвав цей розлад «ідіопатичною гіпоглікемією дитинства», і кільком його пацієнтам довелося видалити більшу частину підшлункової залози, щоб контролювати гіпоглікемію. МакКворрі припустив, що розлад може бути генетичним, оскільки гіпоглікемія була спадковою у деяких його пацієнтів; однак він помилково вважав, що інсулін не був причиною, оскільки в підшлунковій залозі пацієнтів не було виявлено пухлин, що продукують інсулін. Наступного року Кокрейн та його колеги в Торонто повідомили, що гіпоглікемія в деяких, але не у всіх випадках ідіопатичної гіпоглікемії може бути спровокована білком або певними окремими амінокислотами, особливо лейцином. «Лейцин-чутлива» гіпоглікемія вперше вказала на те, що амінокислоти, а також глюкоза, можуть бути важливими стимуляторами вивільнення інсуліну.
Інколи ВГІ неправильно називають «незідіобластозом» через зовнішній вигляд тканини підшлункової залози, на якій видно бета-клітини, що виникають із протокових структур. Однак, цей термін було відкинуто, коли було показано, що незидіобластоз був лише поширеною ознакою підшлункової залози в ранньому дитинстві. Зараз добре відомо, що ВГІ — це порушення регуляції інсуліну бета-клітинами, спричинене генетичними мутаціями.
У 1964 році Драш та його колеги повідомили, що діазоксид, антигіпертензивний препарат, який пригнічує секрецію інсуліну, контролював гіпоглікемію у деяких дітей з гіперінсулінізацією; наразі це єдиний препарат для лікування гіперінсулінізму, схвалений FDA.
У 1996 році були виявлені мутації в генах (ABCC8, KCNJ11), що кодують K-АТФ-канал, що відіграє ключову роль у стимульованій глюкозою секреції інсуліну. Невдовзі після цього також було виявлено мутації в глюкокінази (GCK) та глутаматдегідрогеназі (GLUD1). Список генів ВГІ зараз зріс до понад 30. Швидке генетичне тестування на найпоширеніші гени ВГІ стало частиною стандартної діагностики та може бути корисним у виявленні немовлят, у яких ймовірно є вогнищева форма ВГІ, яку можна вилікувати хірургічним шляхом. У 2003 році було показано, що ПЕТ-сканування з радіоактивним 18-фтор-ДОФА може допомогти хірургам локалізувати та видалити вогнищеві пухлини при ВГІ.

## Суспільство та культура

### Організації захисту прав пацієнтів
Організації захисту прав пацієнтів, що займаються покращенням життя людей, народжених з вродженим гіперінсулінізмом, відіграють важливу роль у підтримці людей із цим захворюванням та їхніх сімей, беручи участь у дослідженнях щодо вродженого гіперінсулінізму та фінансуючи їх, а також підвищуючи обізнаність про цей стан. Наприклад, Congenital Hyperinsulinism International — це глобальна організація захисту прав пацієнтів, яка займається покращенням життя людей, народжених з вродженим гіперінсулінізмом. Вони є членами мережі «Рідкісні як один» — ініціативи Чан-Цукерберг (подружжя власників компанії Мета), яка являє собою групу організацій, керованих пацієнтами, що запустили спільні дослідницькі мережі.
Організації захисту прав пацієнтів, що працюють у певних країнах, включають:
- Австрія: Lobby4kids[75]
- Аргентина: Hiperinsulinismo Congénito (HICA)[76]
- Бразилія: Associação Hiperinsulinismo Congênito[77]
- Франція: Association des Hyperinsulinismes[78]
- Німеччина: Kongenitaler Hyperinsulinismus eV[79]
- Італія: Vivere con C.H.I.[80]
- Іспанія: Hiperinsulinismo Congenito[81]
- Туреччина: Konjenital Hiperinsülinizmli Hasta Aileleri Derneği[82]
- Велика Британія: Благодійна організація дитячого гіперінсулінізму[83]

### Реєстри пацієнтів
Люди з вродженим гіперінсулінізмом можуть брати участь у реєстрі пацієнтів, який називається HI Global Registry. Надсилаючи відповіді на опитування про свій досвід до реєстру, люди з ВГІ можуть допомогти дослідити цей стан.

### Центри передового досвіду
З 2021 року центри, які надають найвищу якість медичної допомоги людям з вродженим гіперінсулінізмом (ВГІ), були визначені Центрами передового досвіду (ЦПД) Міжнародною організацією з вродженого гіперінсулінізму. Бути ЦПД також передбачає відданість дослідженням та співпраці.
Центри передового досвіду ВГІ:
- Центр вродженого гіперінсулінізму в Дитячій лікарні Філадельфії, штат Пенсільванія, США[88]
- Центр гіперінсулінізму в Дитячому медичному центрі Кука у Форт-Ворті, штат Техас, США[89]
- Служба лікування вродженого гіперінсулінізму в лікарні Great Ormond Street у Лондоні, Велика Британія[90]
- Партнерство Charite-Universitatsmedizin Berlin та Університетської дитячої лікарні Дюссельдорфа в Німеччині[91]
- Спільний альянс з питань вродженого гіперінсулінізму (COACH) зі штаб-квартирою в Магдебурзі, Німеччина[92]
- Північна служба вродженого гіперінсулінізму (NORCHI) у Манчестері та Ліверпулі, Велика Британія[93]